# Oak Creek (Utah)
Pour les articles homonymes, voir Oak Creek.
L'Oak Creek est un cours d'eau américain coulant dans le comté de Garfield, dans l'Utah, et un affluent gauche de la Sandy Creek, donc un sous-affluent du fleuve Colorado, par la Fremont et la Dirty Devil.

## Géographie
L'Oak Creek conflue, en rive gauche, dans la Sandy Creek, à 1 574 m d'altitude.

## Aménagements et écologie
Cet affluent indirect de la Fremont est partiellement protégé au sein du parc national de Capitol Reef.
Un de ses barrages, l'Oak Creek Dam, est inscrit au Registre national des lieux historiques depuis le 13 septembre 1999.